# Södra Jämtlands domsagas valkrets
Södra Jämtlands domsagas valkrets var i valen till andra kammaren 1866–1878 en egen valkrets med ett mandat. Valkretsen, som motsvarade den södra halvan av landsbygden i Jämtlands län, avskaffades inför valet 1881 varvid dess södra delar bildade Härjedalens domsagas valkrets medan valkretsens västra och östra delar fördes till Jämtlands västra domsagas valkrets respektive Jämtlands östra domsagas valkrets. 
Valkretsen ska inte förväxlas med Jämtlands läns södra valkrets, som var en flermansvalkrets i andrakammarvalen 1911-1920.

## Riksdagsmän
- Eric Ersson, lmp (1867–1869)
- Gunnar Eriksson, lmp (1870–1875)
- William Farup, lmp (1876–1878)
- Gunnar Eriksson, lmp (1879–1881)